# Eremiainae
Eremiainae is een onderfamilie van hagedissen uit de familie echte hagedissen (Lacertidae). De groep wordt echter niet meer erkend.

## Taxonomie
De geslachten die vroeger tot deze onderfamilie werden gerekend zijn:
- Geslacht Acanthodactylus
- Geslacht Adolfus
- Geslacht Eremias
- Geslacht Gastropholis
- Geslacht Heliobolus
- Geslacht Holaspis
- Geslacht Ichnotropis
- Geslacht Latastia
- Geslacht Meroles
- Geslacht Mesalina
- Geslacht Nucras
- Geslacht Omanosaura
- Geslacht Ophisops
- Geslacht Philochortus
- Geslacht Pedioplanis
- Geslacht Poromera
- Geslacht Pseuderemias
- Geslacht Tropidosaura